# John Emslie
Pour les articles homonymes, voir Emslie.
John Emslie, né à Newington (Londres) le 21 juillet 1813 et mort le 8 juin 1875 à Londres, est un cartographe, affichiste et graveur britannique. 

## Biographie
Élève  de Thomas Harwood, Emslie est responsable de la conception, de la coloration à la main et de la gravure d'œuvres d'art éducatives. Son art figure sur des cartes destinées à l'enseignement et des affiches éducatives publiées par James Reynolds & Sons au 174 Strand à Londres.
En 1850, il peint et grave à la main une série de 44 cartes et affiches, en réponse à la demande populaire d'informations sur les développements en cours dans la science et l'ingénierie à la suite de la révolution industrielle. La série éducative s'étend de 1850 à 1860 et couvre des matières comme la géologie, la géographie, l'astronomie et la philosophie naturelle.
Emslie est le père des artistes John Phillipps Emslie (1839-1913), peintre de figures, et Alfred Edward Emslie (1848-1918), peintre de genre et portraitiste britannique. Il est le beau-père de Rosalie M. Emslie (1854-1932), peintre miniaturiste et le grand-père de Rosalie Emslie (1891-1977), peintre de figures, de portraits et de paysages.
En 1913, le British Museum reçoit une importante collection de son œuvre, donnée par J.P. Emslie. 

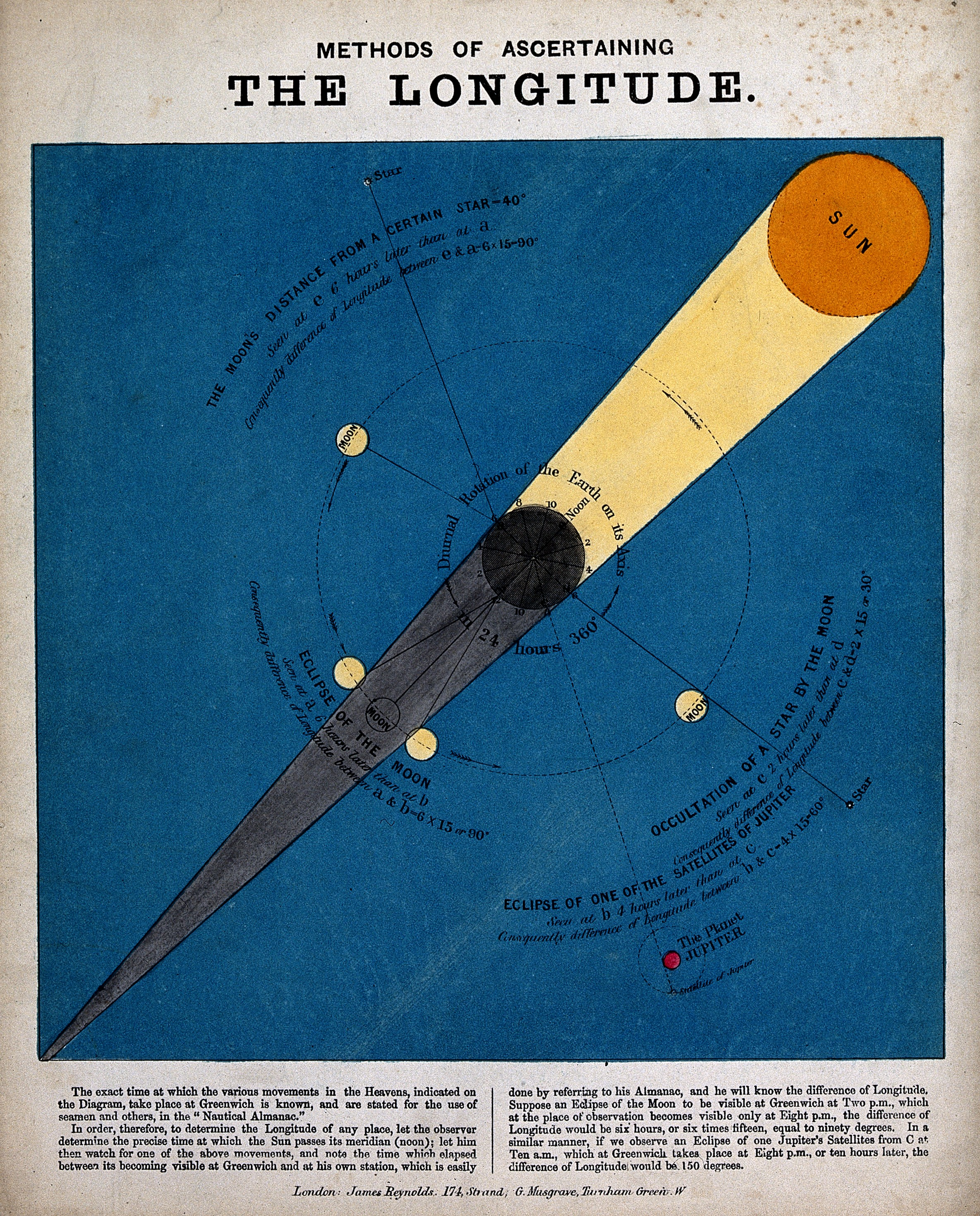
Un diagramme montrant comment l'on détermine la longitude (1851).
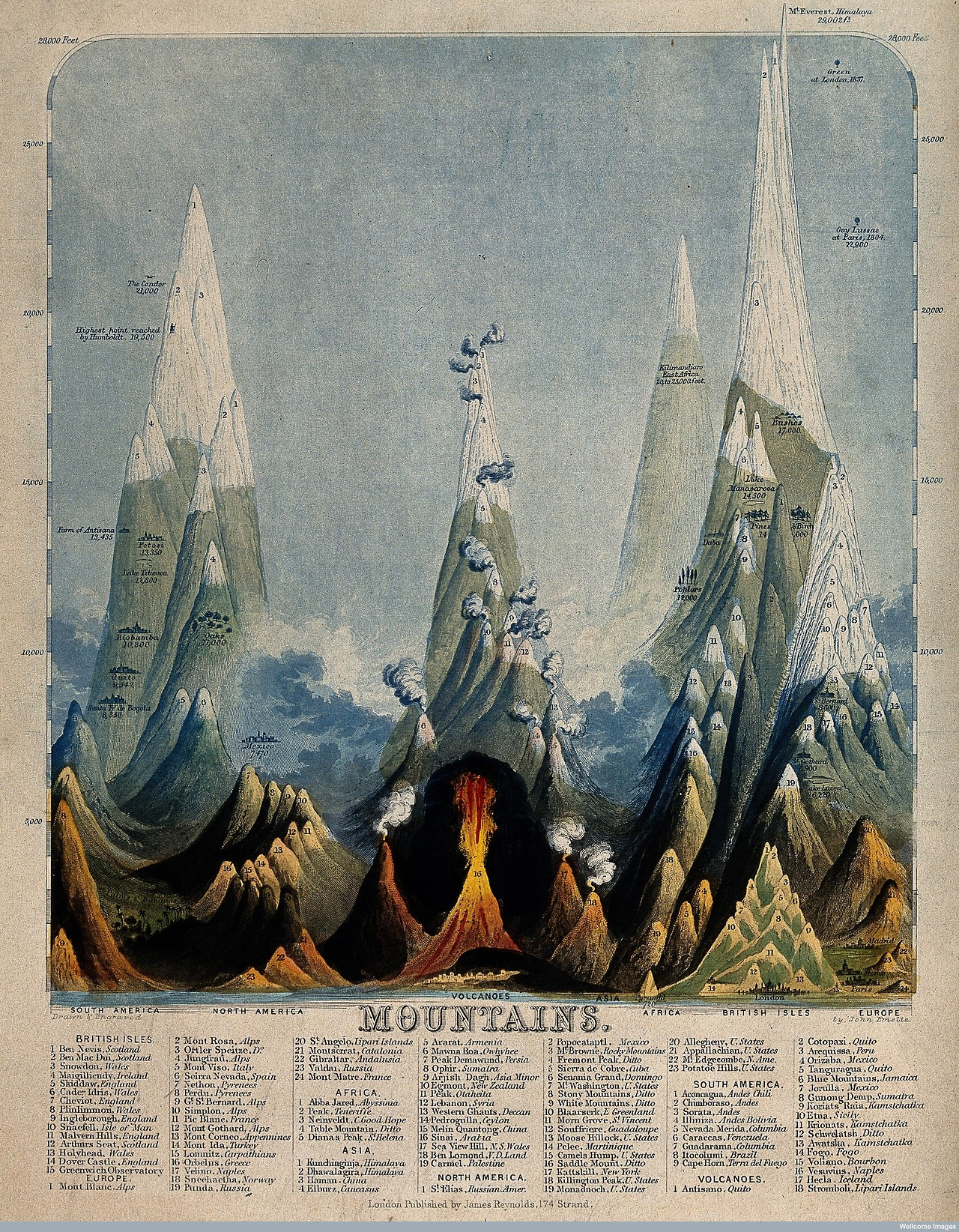
Hautes montagnes (1850).
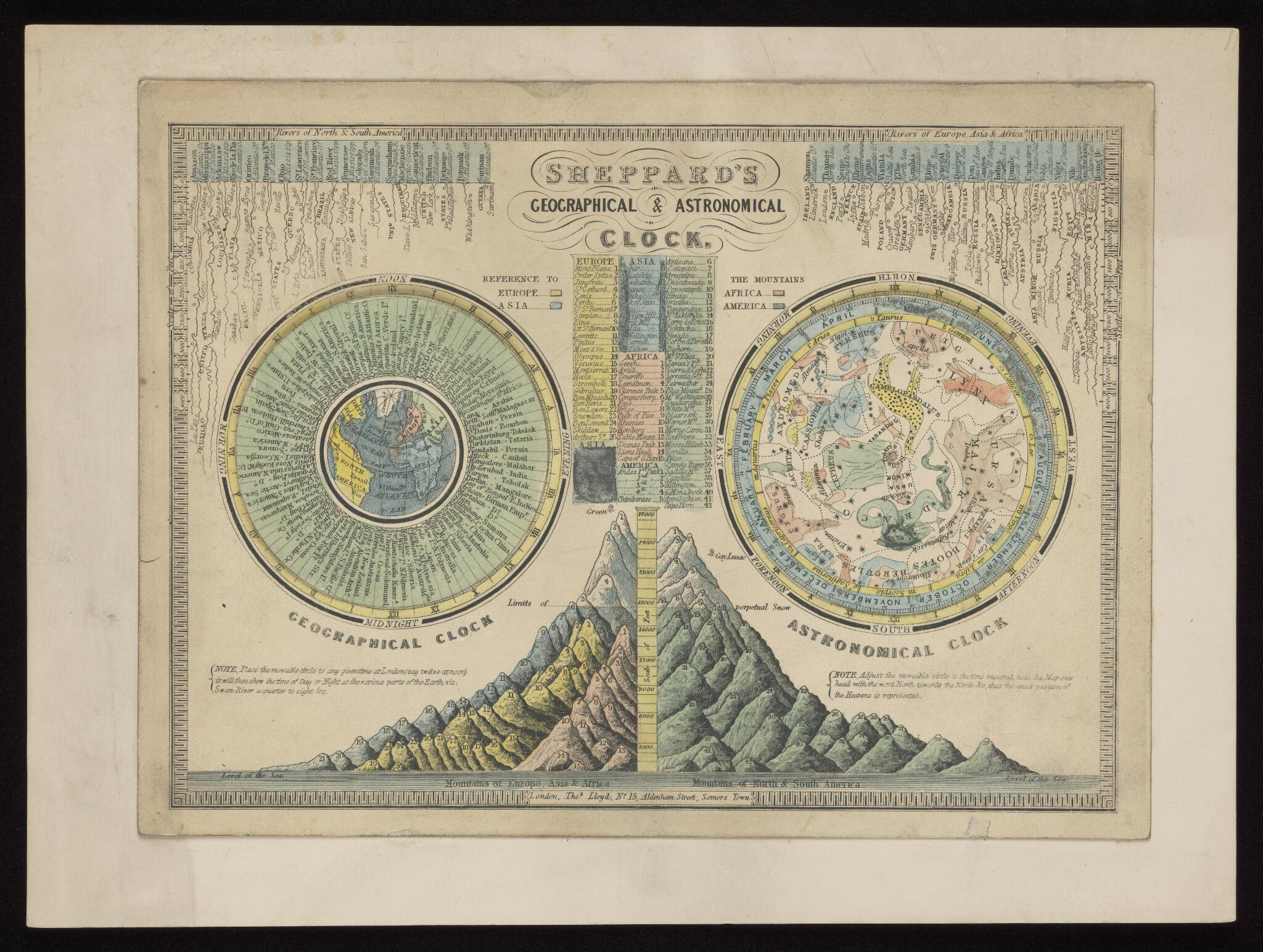
Carte gravée à la main par John Emslie (1850).